# Stefanus Odhelius
Stefanus Odhelius, född 5 december 1623, död 29 augusti 1662 i Ods församling, Skaraborgs län, var en svensk präst.

## Biografi
Stefanus Odhelius föddes 1623. Han var son till kyrkoherden Haqvinus Laurentii och Tolla Thoresdotter i Ods församling. Odhelius blev 1643 student vid Uppsala universitet. Han flyttade 1645 hem till sina föräldrar och prästvigdes samma år till adjunkt i Ods församling. Odhelius blev 1648 komminister i församlingen och 1657 kyrkoherde i församlingen. Han blev sjuk i mars 1662 och avled 29 augusti samma år.

### Familj
Odhelius gifte sig 1657 med Annika Stercherus. Hon var dotter till kyrkoherden Petrus Stercherus och Bengta i Hällestads församling. Annika Stercherus gifte om sig efter Odhelius död med kyrkoherden Laurentius Scheding i Floby församling.